# Nicky Cruz
Nicky Cruz (* 6. Dezember 1938 in San Juan, Puerto Rico) war früher Anführer einer New Yorker Gang mit Namen The Mau-Maus und ist heute christlicher Prediger und lebt in Colorado.

## Leben

### Kindheit
Cruz wuchs in einem der schlimmsten Viertel San Juans auf. Seine Eltern waren Spiritisten und praktizierten Brujería, eine spanische Ausprägung der Hexerei. Der Vater war Medizinmann. Seine Mutter nannte ihren Sohn „Sohn Satans“. Dieser geriet ständig in Schwierigkeiten.

### Kriminelle Karriere
Am 4. Januar 1955 wurde der gerade sechzehnjährige Cruz nach New York geschickt, um bei seinem älteren Bruder zu leben. Dessen Wohnung lag mitten in Fort Greene, Brooklyn, einem Viertel, in dem über 30.000 Puerto Ricaner und Schwarze lebten. Cruz schloss sich bald den Mau-Maus an, die damals eine der größten Banden der Stadt waren. Rasch stieg er zu deren „war lord“ auf. Dieser „Kriegsherr“ ist in der New Yorker Bandenkultur das Bandenmitglied, welches in Treffen mit den entsprechenden Mitgliedern anderer Gangs Verabredungen über Kämpfe unter den Banden trifft und dabei auch festlegt, welche Waffen zum Einsatz kommen sollen. 1958 war Cruz bereits „Präsident“, also Chef, der Mau-Maus. Als Gangmitglied war Cruz am Drogenhandel und an Raubüberfällen beteiligt und in Morde verwickelt. Sein Freund Mannie Durango starb nach einem Kampf mit einer anderen Bande in seinen Armen.

### Bekehrung
An diesem Punkt seines Lebens machte Cruz zufällig die Bekanntschaft des Evangelisten David Wilkerson, als dieser in seinem Viertel auf der Straße predigte. Nach kurzem Wortwechsel drohte Cruz Wilkerson damit, ihn zu töten. Noch am selben Nachmittag suchte Wilkerson Cruz in dessen Hauptquartier auf. Cruz’ Reaktion bestand darin, dass er Wilkerson ins Gesicht schlug.
Zwei Wochen später war Wilkerson anlässlich einer Evangelisationsveranstaltung wieder in Cruz’ Viertel. Als Cruz davon hörte, fasste er den Vorsatz, dem Prediger eine Lektion zu erteilen und machte sich mit einigen anderen Bandenmitgliedern auf den Weg zum Ort der Zusammenkunft, der St. Nicholas Boxing Arena. Wie Cruz später berichtete, überkam ihn, als sie dort ankamen, ein starkes Gefühl der Schuld angesichts seiner bisherigen Taten, und er begann zu beten. Wilkerson betete mit ihm. Schließlich bat Cruz Gott, ihm zu vergeben und bat auch Wilkerson um Vergebung.
Am nächsten Tag ging Cruz zur Polizei und gab seine gesamten Waffen ab. Anschließend begann er die Bibel intensiv zu lesen. Nachdem er seinen Schulabschluss nachgeholt hatte, studierte er unter anderem Theologie. Nach seinem Studium kehrte er als Prediger in seine frühere Umgebung zurück. Dort gelang es ihm, noch einige andere Angehörige seiner ehemaligen Bande zu Jesus Christus zu bekehren, darunter auch den neuen Anführer namens Israel Narvaez.